# Cier-de-Rivière
Cier-de-Rivière é uma comuna francesa na região administrativa da Occitânia, no departamento do Alto Garona. Estende-se por uma área de 9.26 km², com 277 habitantes, segundo o censo de 2018, com uma densidade de 30 hab/km².